# Western pleasure
Weatern pleasure er inden for westernridning en disciplin med langsomme og afslappede gangarter. Det skal være en "fornøjelse" (pleasure) at ride, og hesten må under ingen omstændigheder udvise modvillighed, men være afslappet i hele dens fremtoning.